# Jandi Swanson
Jandi Swanson (* 1978) ist eine US-amerikanische Schauspielerin.

## Leben
Swanson ist am ehesten für ihre 1989 gespielte Rolle Jenny Drake in der ersten Staffel der Fernsehserie Baywatch – Die Rettungsschwimmer von Malibu sowie für ihre Rolle Penny Pester in dem Kinofilm Monty – Immer hart am Ball aus dem Jahr 1992 bekannt. Letztere brachte ihr 1993 zusammen mit Jonathan Brandis, Vinessa Shaw, Valentino Agundez, Crystal Cooke, Jennifer Frances Lee, Vanessa Monique Rossel und Johna Stewart-Bowden eine Young-Artist-Award-Nominierung als Beste Besetzung in einem Spielfilm ein.

## Filmografie
- 1987: My Sister Sam (Fernsehserie, eine Folge)
- 1987: Unter Null (Less Than Zero)
- 1987: Matlock (Fernsehserie, eine Folge)
- 1987–1988: Mann muss nicht sein (Designing Women, Fernsehserie, 2 Folgen)
- 1988: Full House (Fernsehserie, eine Folge)
- 1988: L.A. Law – Staranwälte, Tricks, Prozesse (L.A. Law, Fernsehserie, eine Folge)
- 1988: Raumschiff Enterprise – Das nächste Jahrhundert (Star Trek: The Next Generation, Fernsehserie, Folge 1x17)
- 1988: A Place at the Table (Fernsehfilm)
- 1988: Das Halloween Monster (Pumpkinhead)
- 1988: Something Is Out There (Fernsehserie, eine Folge)
- 1989: Junge Schicksale (ABC Afterschool Specials, Fernsehserie, eine Folge)
- 1989: Baywatch – Die Rettungsschwimmer von Malibu (Baywatch, Fernsehserie, 3 Folgen)
- 1990: Golden Girls (The Golden Girls, Fernsehserie, eine Folge)
- 1990: CBS Schoolbreak Special (Fernsehserie, eine Folge)
- 1990: Normal Life (Fernsehserie, 2 Folgen)
- 1992: Bis daß ein Mörder uns scheidet (A Woman Scorned: The Betty Broderick Story, Fernsehfilm)
- 1992: Monty – Immer hart am Ball (Ladybugs)
- 1992: Her Final Fury: Betty Broderick, the Last Chapter (Fernsehfilm)
- 1994: Roseanne: An Unauthorized Biography (Fernsehfilm)
- 1998: Beverly Hills, 90210 (Fernsehserie, eine Folge)
- 2003: The Fan – Im Schatten des Ruhmes (I Love Your Work)

## Nominierung
- 1993: Young-Artist-Award-Nominierung als Beste Besetzung in einem Spielfilm für Monty – Immer hart am Ball (geteilt mit Kollegen)[1]